# Drohverhalten
Drohverhalten (i. e. S. Drohgebärde) ist eine Form des Agonistisches Verhaltens und bezeichnet eine der Einschüchterung oder Abschreckung dienende Haltung oder Gebärde, die (bei Menschen und Tieren) einem Angriff vorausgeht bzw. einen Angreifer vom Angriff abbringen soll. Drohverhalten ist ein Teil des Ausdrucksverhaltens und vom Imponierverhalten dadurch abzugrenzen, dass ersteres sich (bei Tieren) auf Artfremde bezieht, wogegen letzteres sich meist auf Artgenossen desselben Geschlechts bezieht.

## Mensch

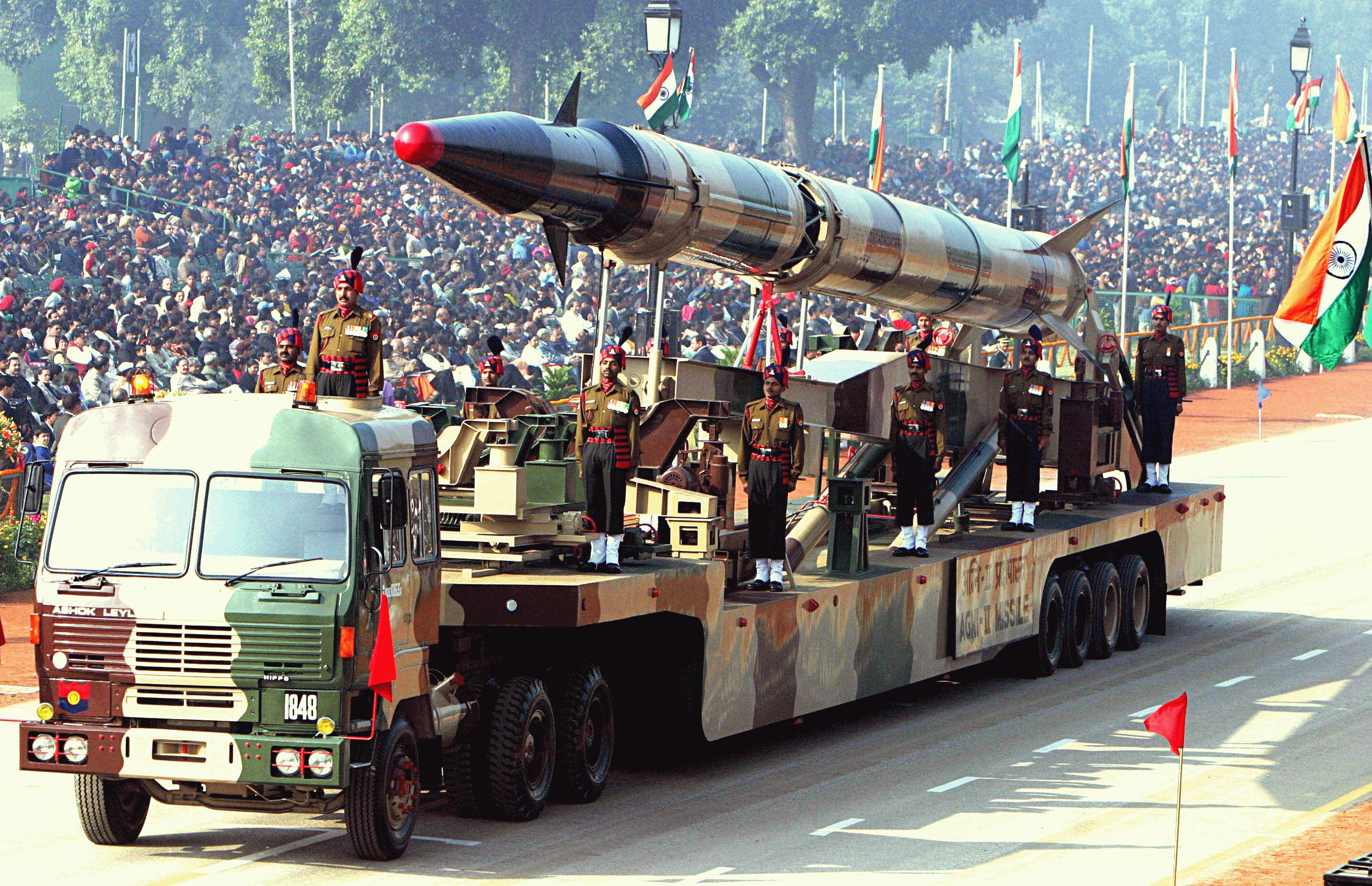
Nukleare Drohgebärde: Rakete auf einer Militärparade.

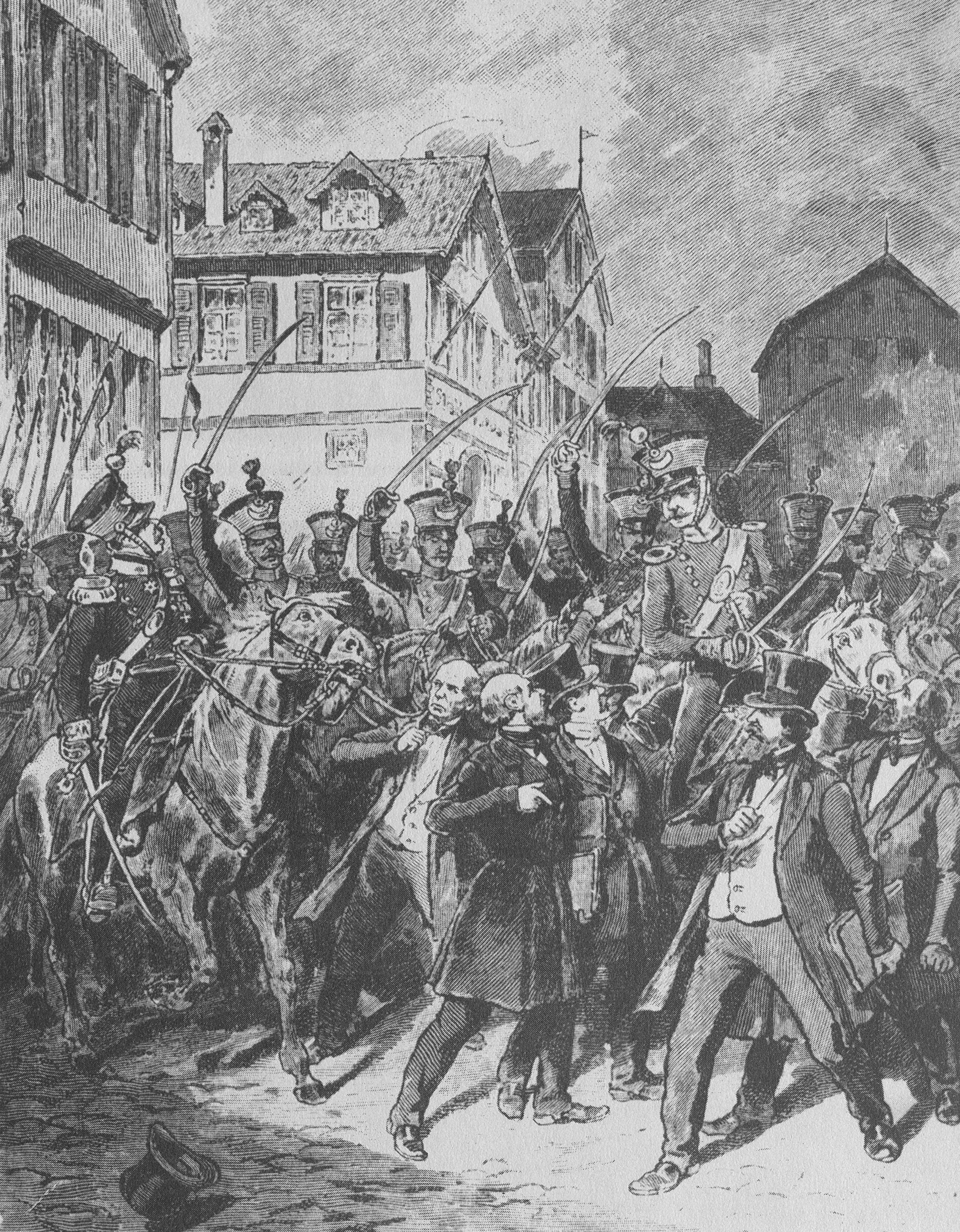
Drohende Soldaten zeigen ihre Waffen

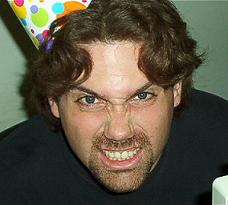
Zähne fletschender Mann

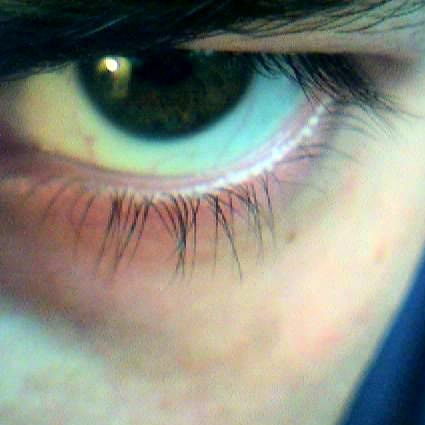
Starrender Blick

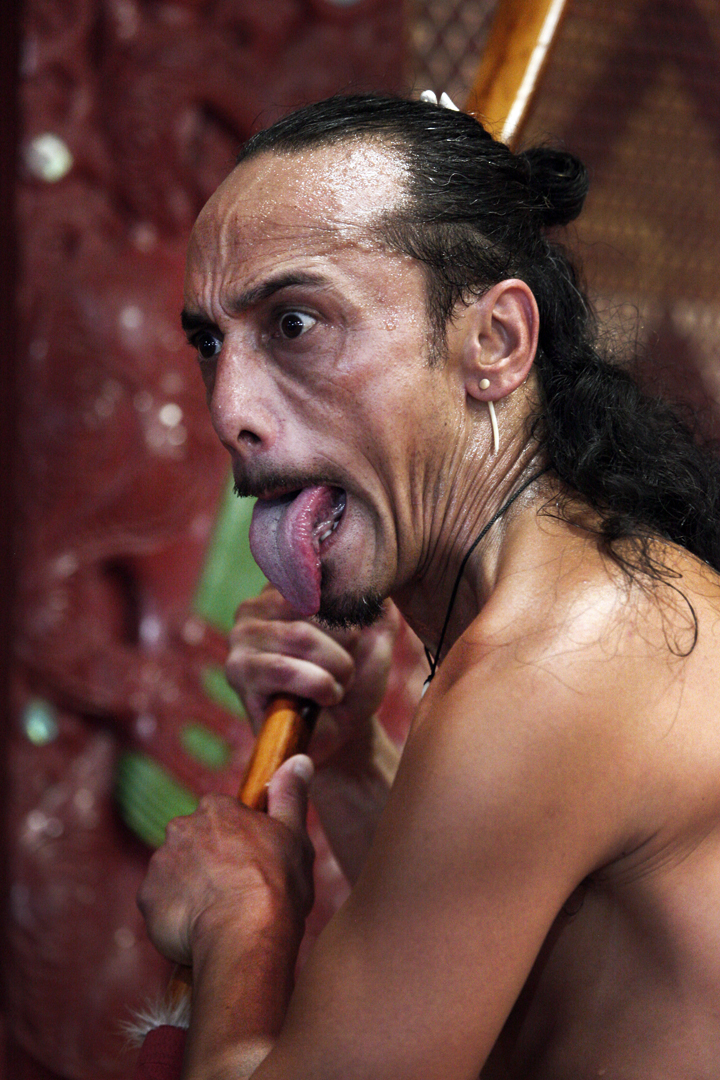
Grimasse schneidender Maori bei der Haka.

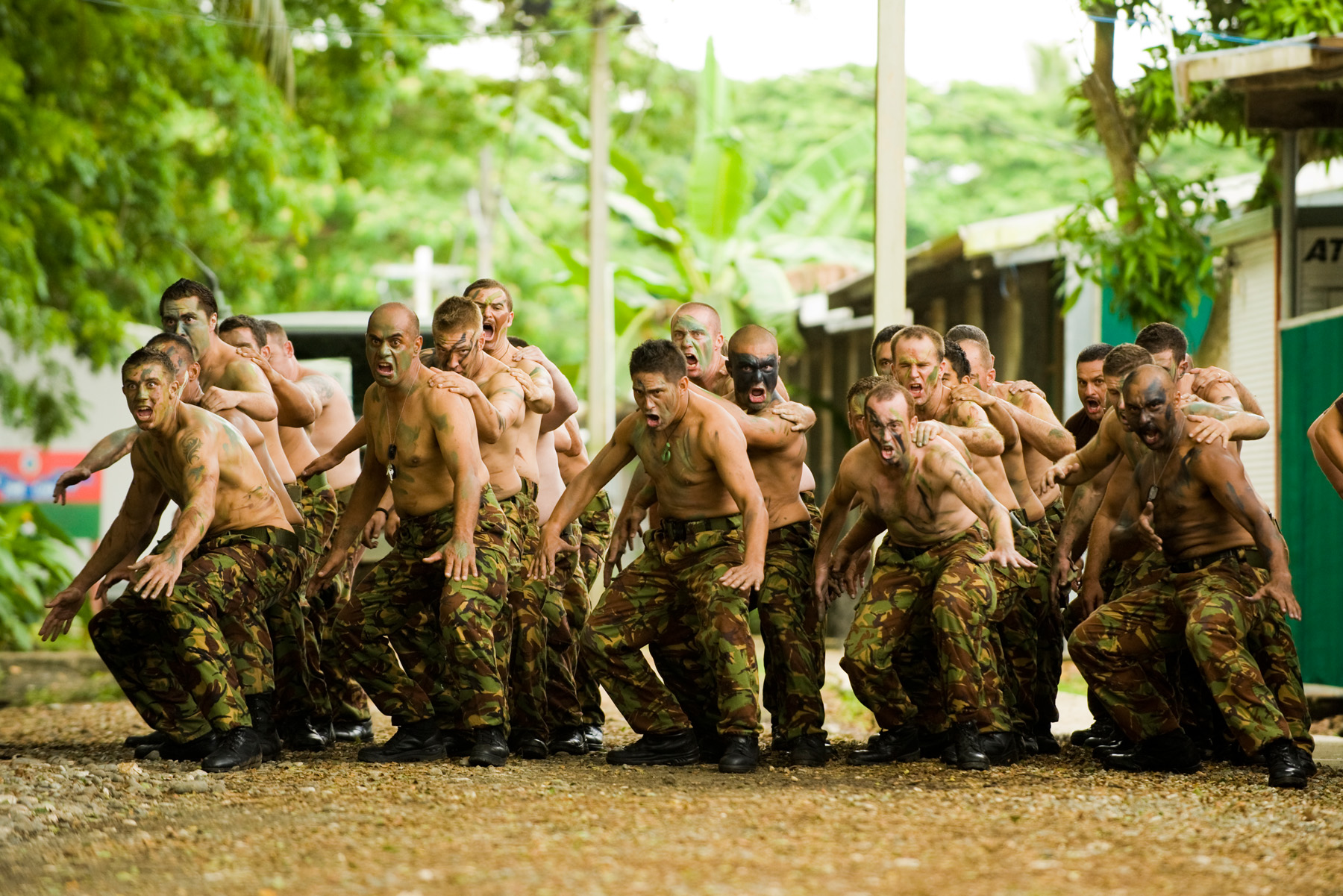
Brüllen, Grimasse schneiden, sich aufplustern und synchronisierte Bewegungen bei der Haka.

Beim Menschen verbreitet sind symbolische Formen von Drohgebärden, z. B.
- Emporstrecken von Faust, Zeigefinger
- Emporstrecken von Waffen (siehe dazu auch Drohwirkung, Säbelrasseln)
- auf die eigene Brust schlagen
- Grimassen schneiden und Augen aufreißen

Besonders im rechtlichen Sinn spricht man von einer Drohung.
In Gruppen werden Drohgebärden durch synchrone Bewegungen oder Rufe verstärkt (z. B. Militärparade als Machtdemonstration).
Im institutionellen, militärischen oder auch internationalen Kontext kann damit z. B. das Entsenden von Streitkräften (Kampfbereitschaft), Aufmarschieren oder die Androhung von Sanktionen gemeint sein.

## Mensch und Tierreich
Im Tierreich sind als Drohgebärden darüber hinaus (d. h. nicht beim Menschen) weit verbreitet:
- bei Hunden drohendes Fixieren des Kontrahenten, Zähnefletschen, angespannte Körperhaltung, erhobene Rute, gesträubte Rückenhaare und Knurren[2]
- Fauchen (z. B. Hauskatze)
- Sich-besonders-groß-Machen (sich aufbauen), z. B. Aufplustern bei Vögeln[3]
- Brüllen oder Schreien
- Zähnezeigen oder -fletschen
- besonders laute und tiefe Laute von sich geben (z. B. beim Wild)[4]
- unerwartet nach vorne springen, ohne tatsächlich anzugreifen
- Blickkontakt und Drohstarren (z. B. auch Auge zeigen, siehe auch Blickduell)
- Präsentieren von Signalfarben
- bei einigen Gliederfüßern Zisch- oder Zirplaute

Drohverhalten wird als Teil des Territorialverhaltens angewendet. Hier spricht man auch vom Schimpfbereich. Drohverhalten wird universell von nahezu allen Tieren verstanden oder zumindest als Bedrohung empfunden.

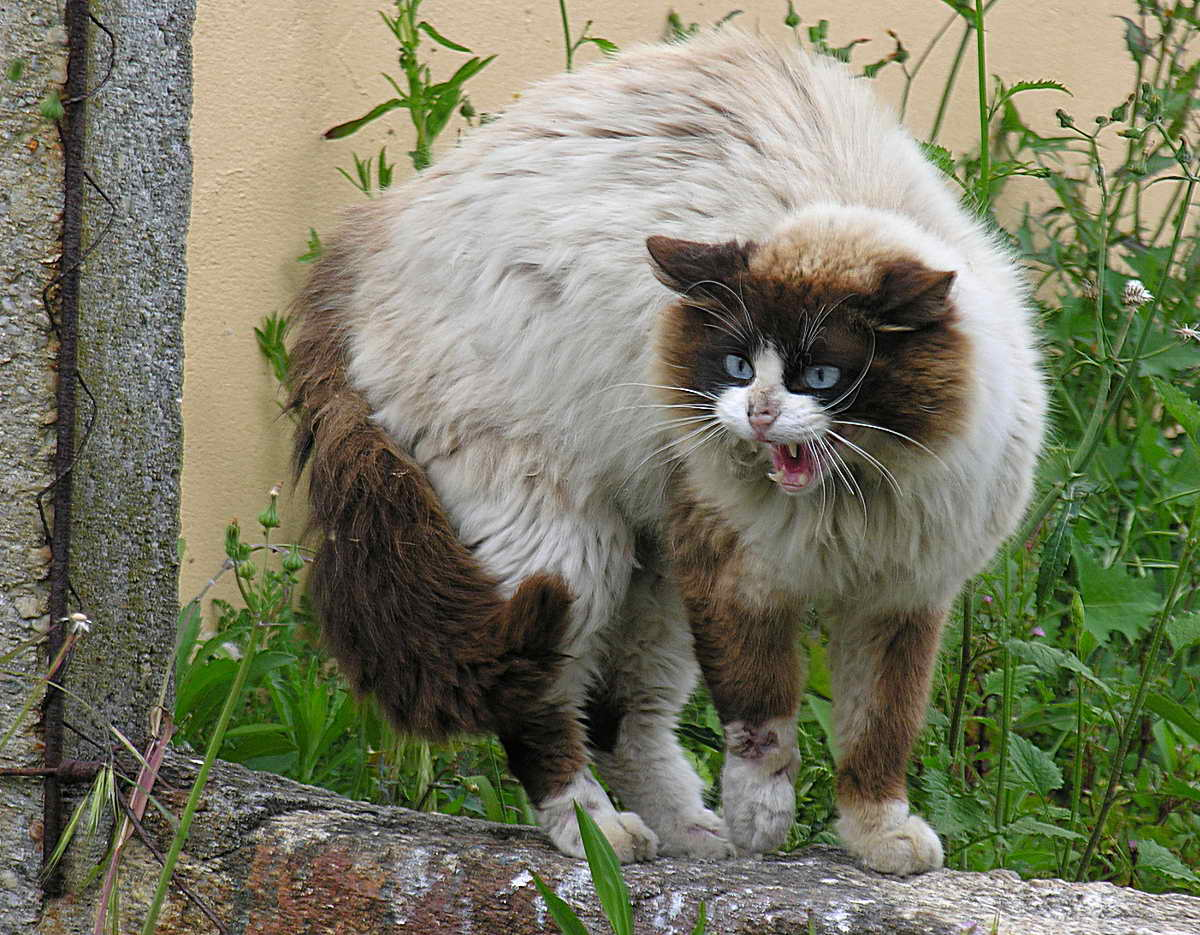
Fauchende Katze
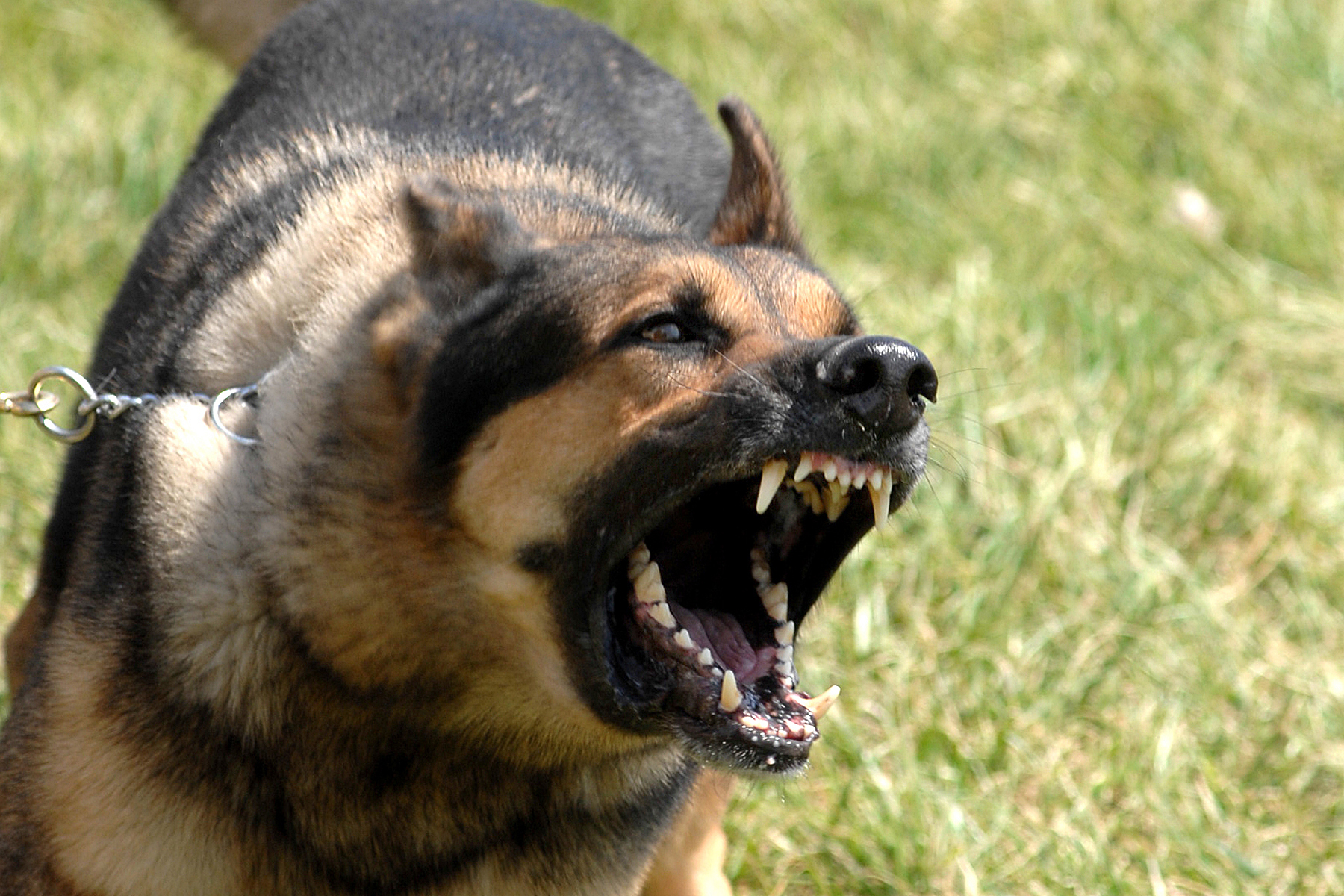
Bellender Schäferhund mit drohend gefletschten Zähnen
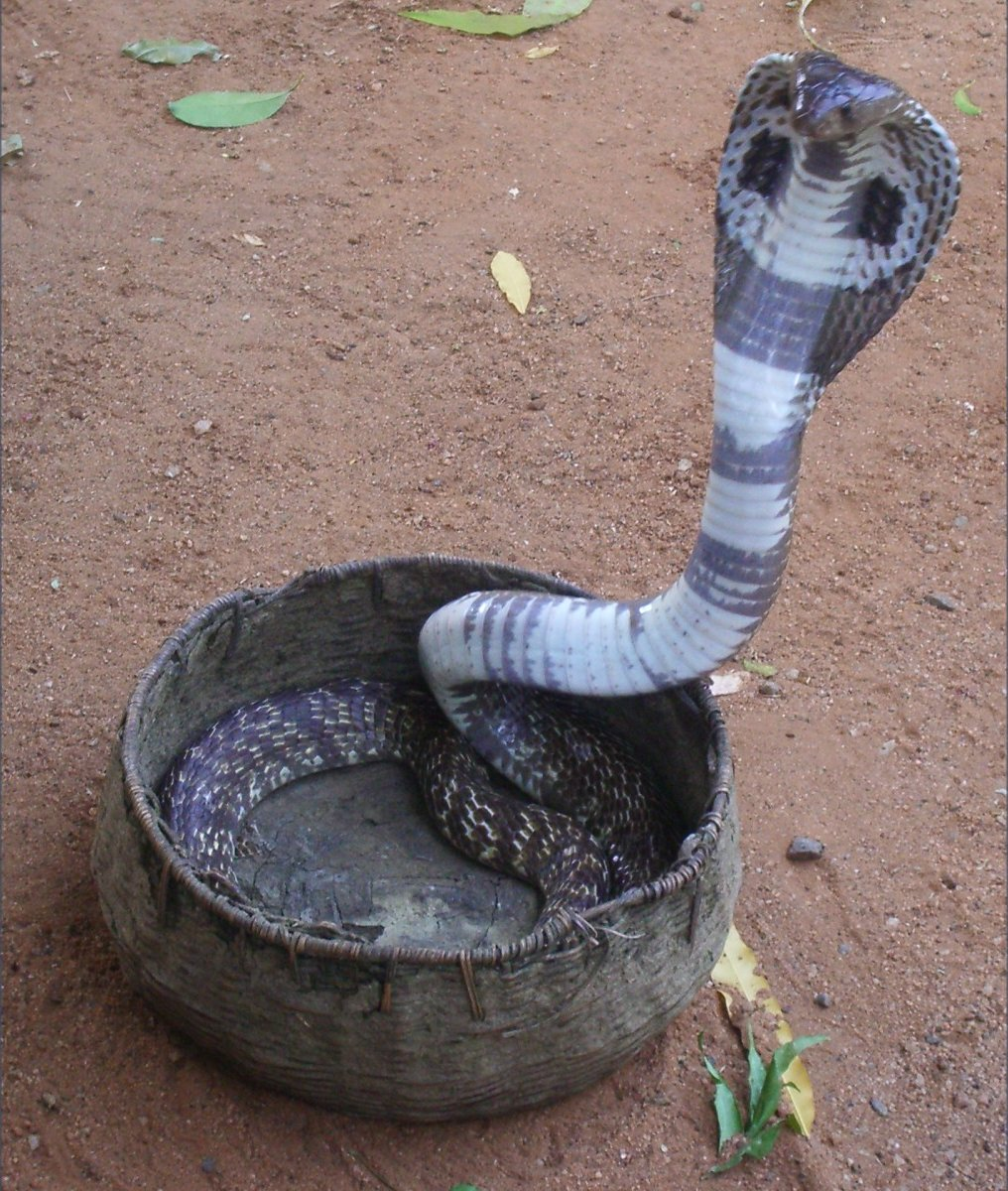
Drohende Kobra (Naja) mit gespreiztem Hals
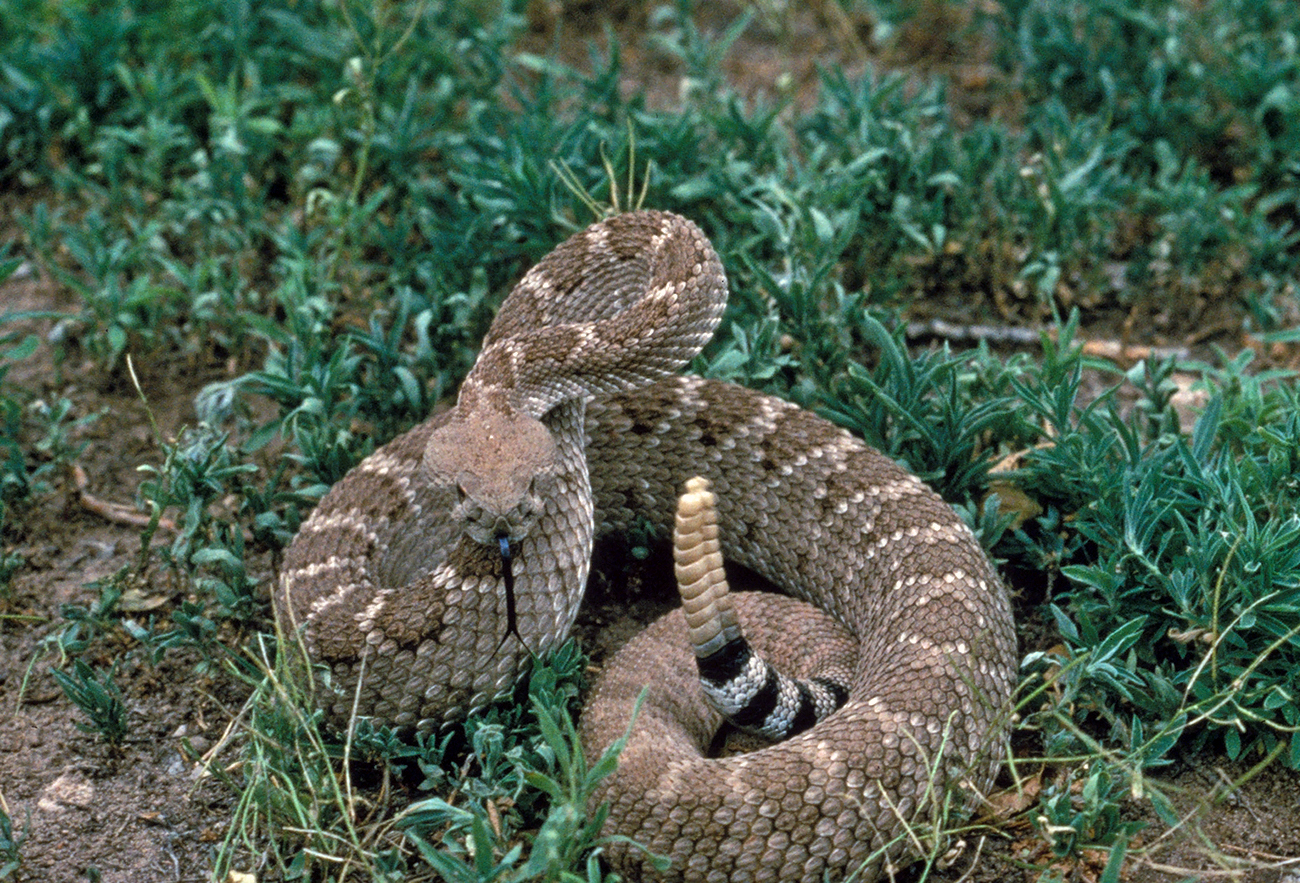
Rasselnd drohende Texas-Klapperschlange (Crotalus atrox)
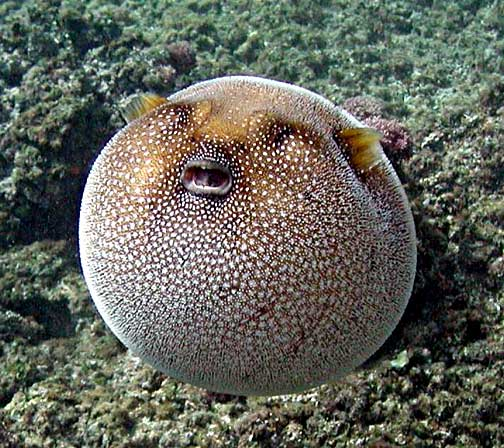
Aufgepumpter Perlhuhn-Kugelfisch
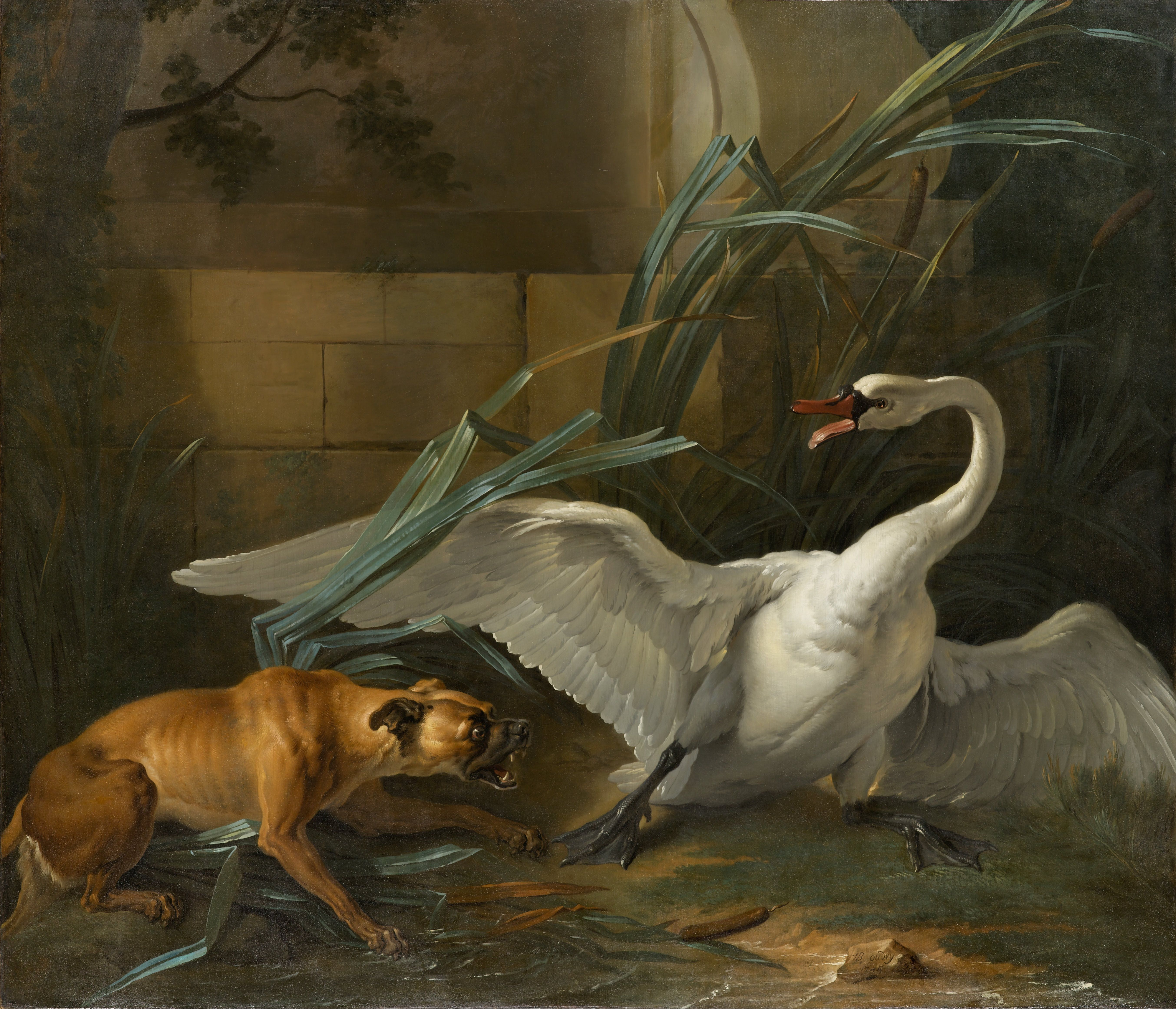
Künstlerische Darstellung eines zur Verteidigung drohenden Schwans
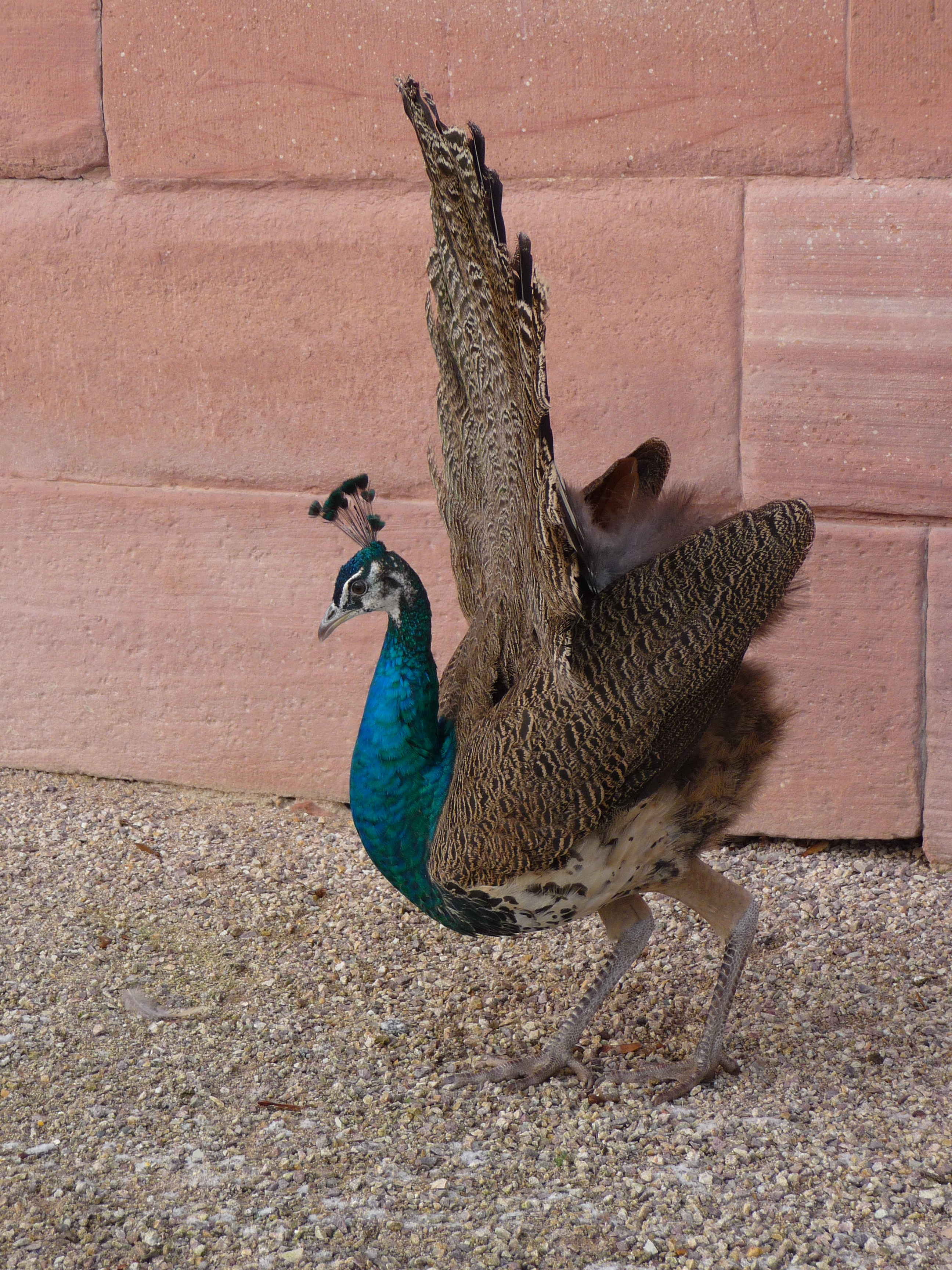
Drohgebärde eines männlichen Blauen Pfaus
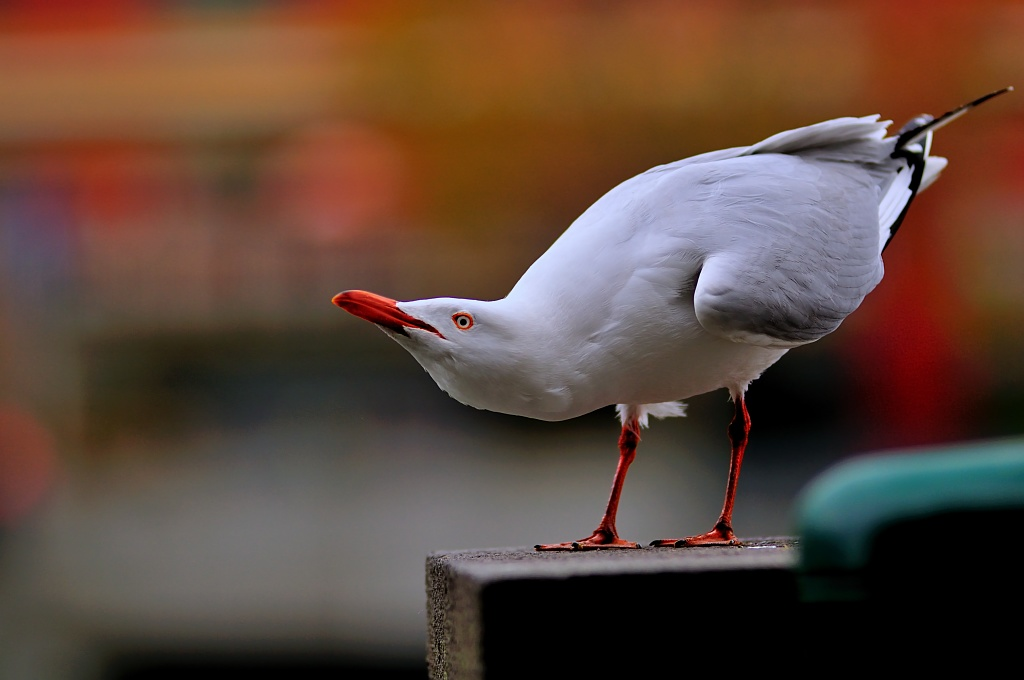
Drohstarren bei einer Silberkopfmöwe
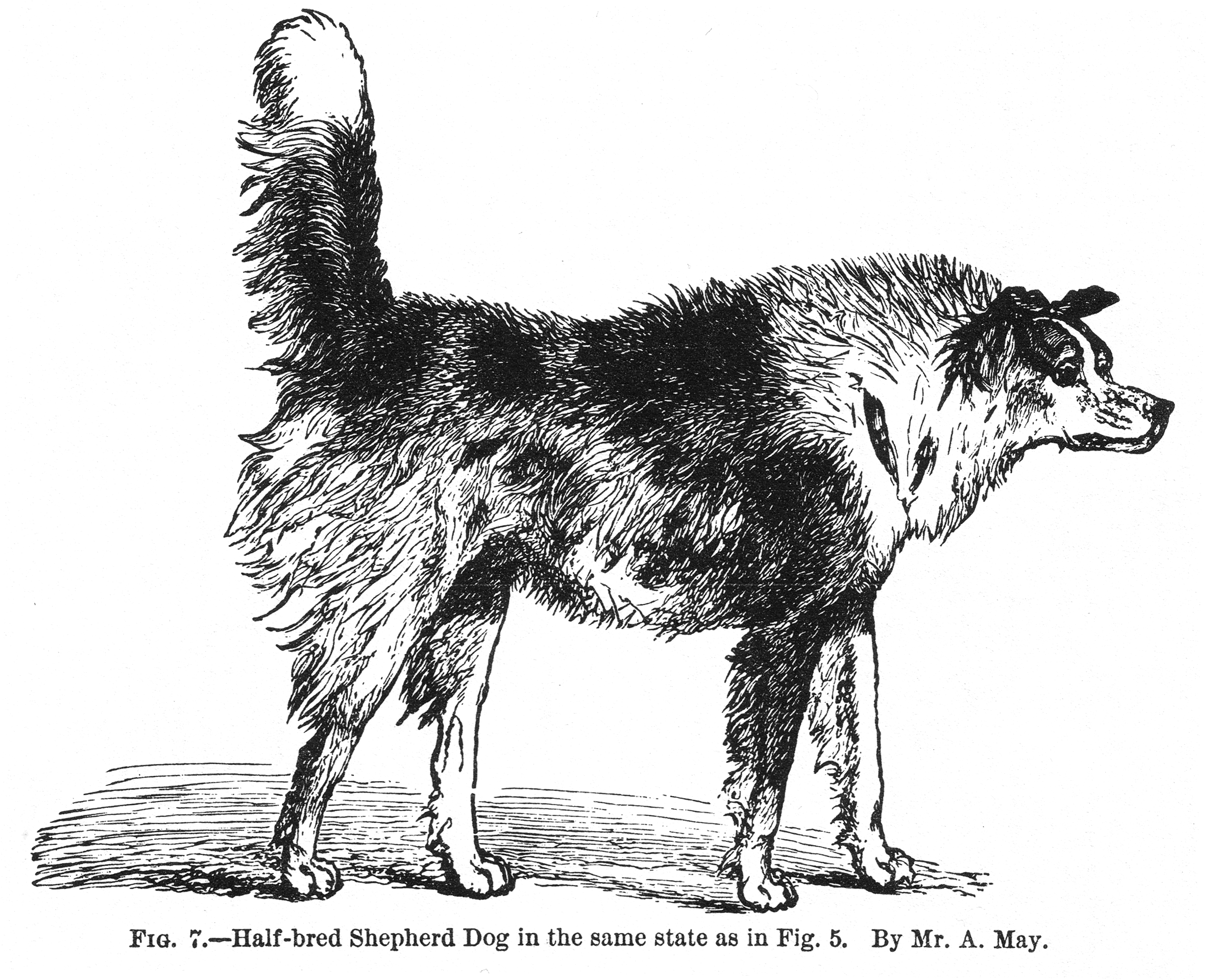
Hund mit aufgestelltem Fell und erhobener Rute
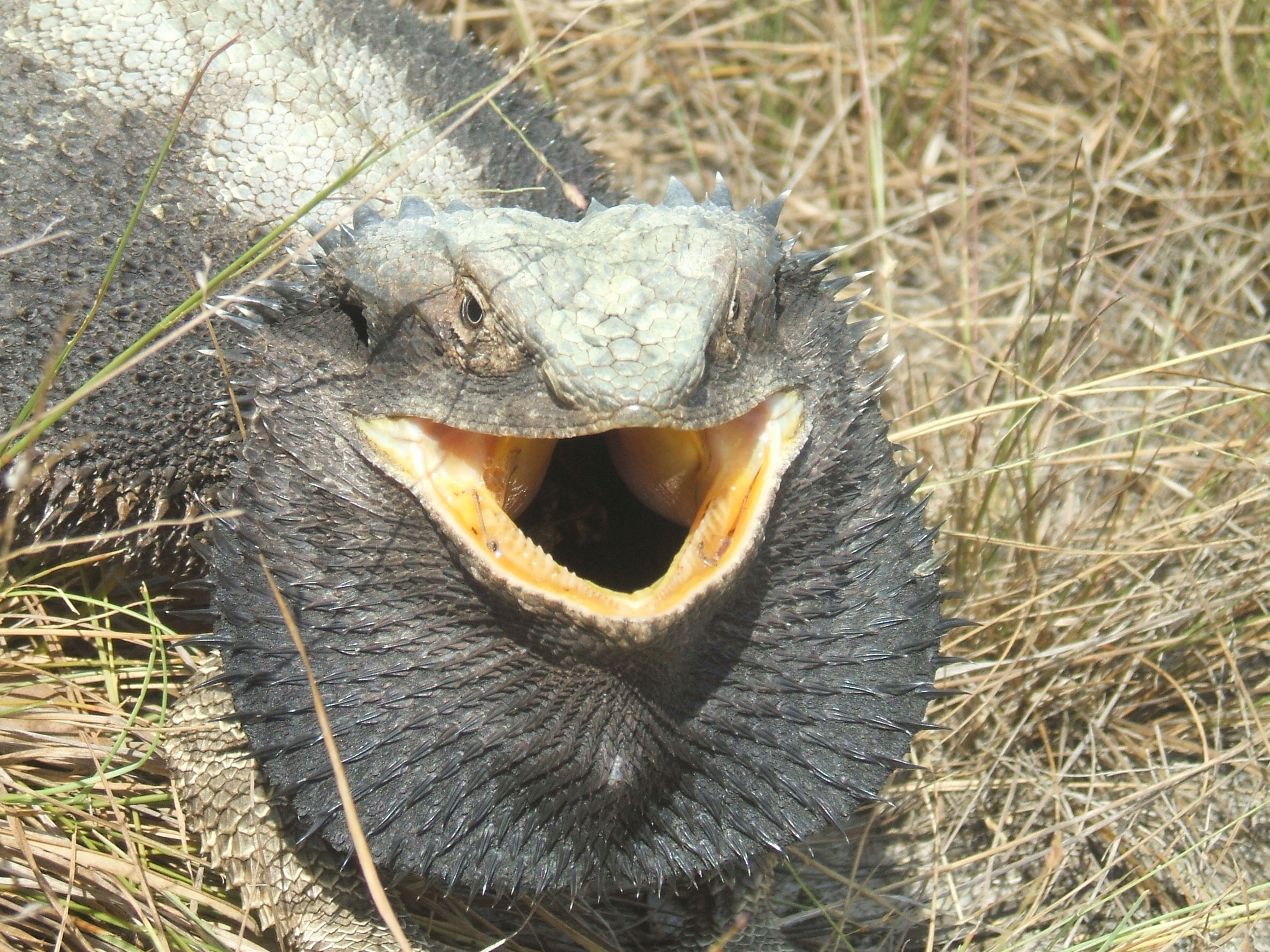
Östliche Bartagame (Pogona barbata) mit geöffnetem Mund und gespreiztem Kehlsack
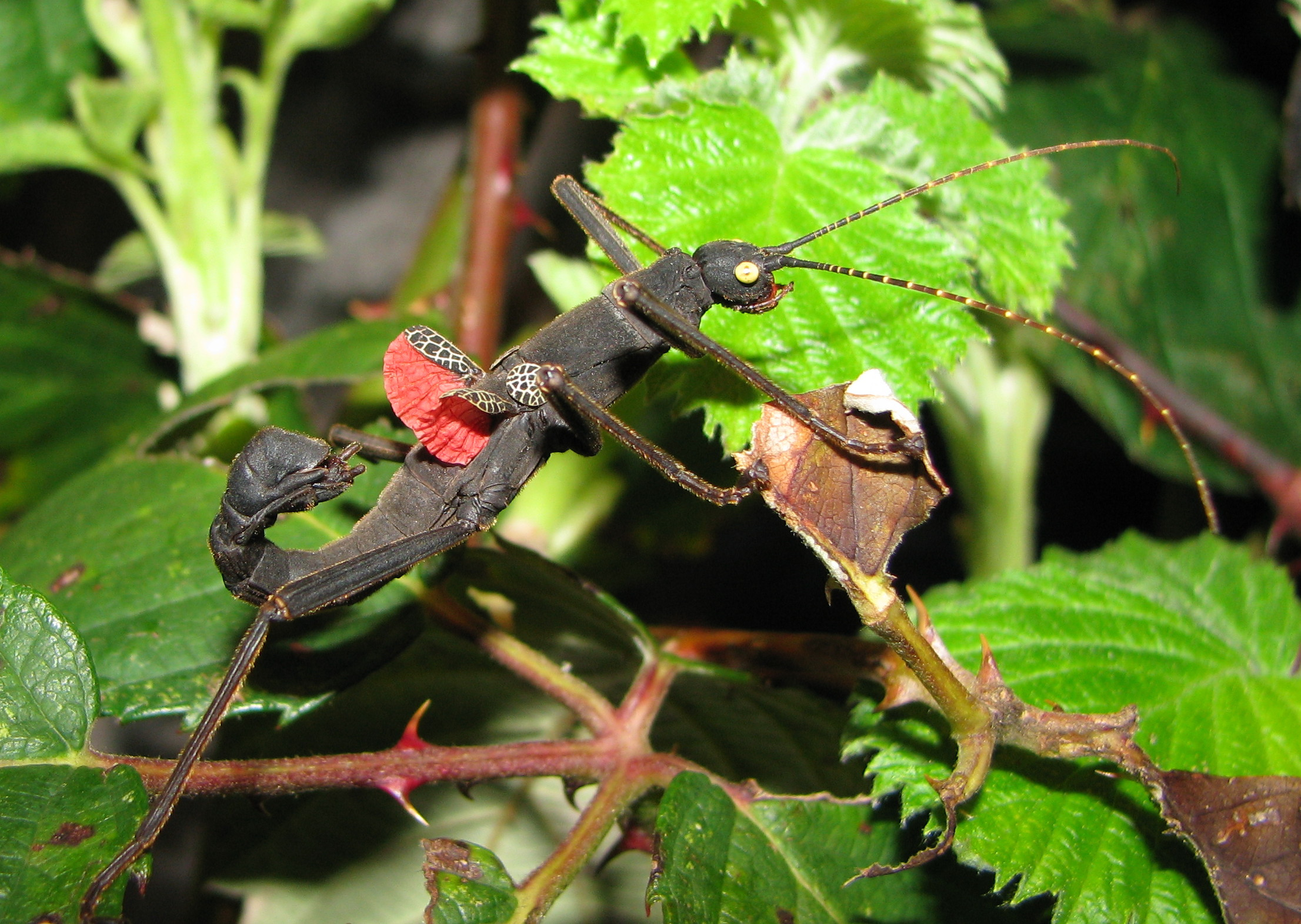
Abwehrhaltung einer Samtschrecke (Peruphasma schultei)
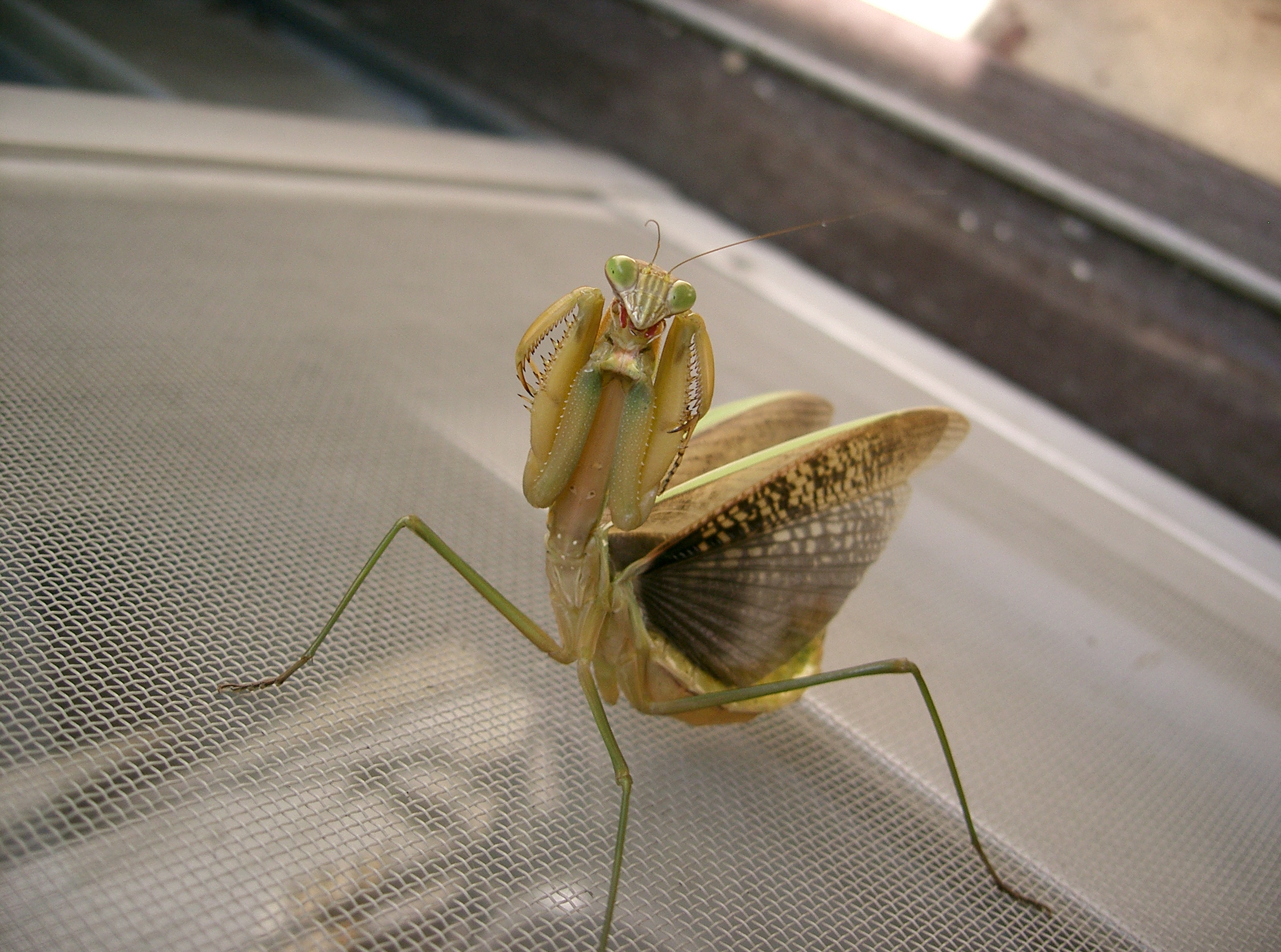
Drohende Japanische Riesenmantis (Tenodera aridifolia)
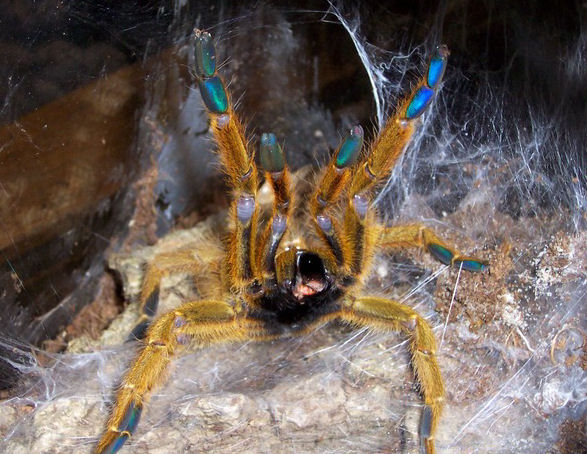
Sich aufbauende Vogelspinne (Pterinochilus murinus)
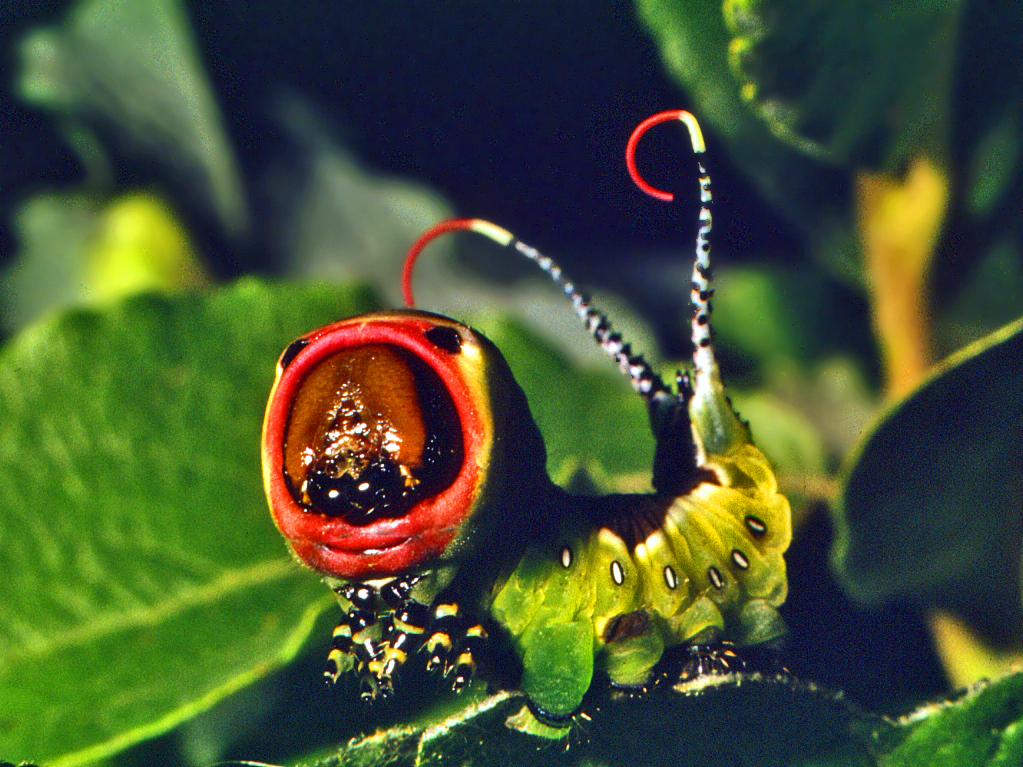
Raupe des Großen Gabelschwanzes (Cerura vinula) in Drohhaltung

## Belege
1. ↑  duden.de
2. ↑  Angelika Bernadette Bublak: Ausdrucksverhaltenvon Hunden (Canis familiaris) gegenüber dem Menschen in einem Verhaltenstest und Beschwichtigungssignale in der Hund-Mensch-Kommunikation Seite 12
3. ↑  D. Franck: Zum Drohverhalten der Lachmowe (Larus ridibundus) ausserhalb der Brutzeit. In: Vogelwarte. 20, 1959, S. 137–144.
4. ↑  Rolf Hennig: Über einige Verhaltensweisen des Rehwildes (Capreolus capreolus) in freier Wildbahn. In: Zeitschrift für Tierpsychologie. 19.2, 1962, S. 223–229.